# 祝園分屯地
祝園分屯地（ほうそのぶんとんち、JGSDF Vice-Camp Hosono）は京都府相楽郡精華町大字北稲八間小字縄田259に所在し、祝園弾薬支処等が駐屯する陸上自衛隊宇治駐屯地の分屯地である。

## 概要
分屯地司令は祝園弾薬支処長が兼任。戦前戦中は東洋最大の弾薬庫として知られ、在日米軍も朝鮮戦争時にその機能を十分に活用するほどの規模であったが、現在は施設全体の老朽化が著しく進行している。
分屯地周辺は大阪都市圏・京都都市圏のベッドタウンと化していて、関西文化学術研究都市内にある。
2017年（平成29年）3月に第301弾薬中隊（東北方面後方支援隊：仙台駐屯地）、第302弾薬中隊（東部方面後方支援隊：霞ヶ浦駐屯地）ととも新編された第303弾薬中隊は、弾薬類の補給・整備・点検を主な業務とする即応予備自衛官を主体とした武器科の部隊（いわゆる「コア部隊」）である。

## 沿革
- 1960年（昭和35年）12月9日：宇治駐屯地祝園分屯地として新設[3]。
- 2017年（平成29年）3月27日：中部方面後方支援隊隷下部隊の第303弾薬中隊が新編。

## 駐屯部隊

### 中部方面隊隷下部隊
- 関西補給処
  - 祝園弾薬支処
- 中部方面後方支援隊
  - 第303弾薬中隊
- 中部方面システム通信群
  - 第104基地システム通信大隊
    - 第318基地通信中隊
      - 祝園派遣隊

### 防衛大臣直轄部隊
- 中部方面警務隊
  - 第131地区警務隊
    - 祝園連絡班

## 最寄の幹線交通
- 高速道路
  - 京奈和自動車道（京奈道路）精華下狛IC
- 一般道
  - 国道24号
  - 国道163号
  - 国道307号
  - 府道22号八幡木津線
  - 府道65号生駒井手線
  - 府道71号枚方山城線
  - 府道72号生駒精華線
- 鉄道
  - JR西日本片町線（学研都市線）下狛駅
  - 近畿日本鉄道京都線狛田駅